# Abagrotis kirkwoodi
Abagrotis kirkwoodi là một loài bướm đêm trong họ Noctuidae. Loài này được tìm thấy ở Bắc Mỹ.
Số MONA hay Hodges của Abagrotis kirkwoodi là 11014.